# Simulium equinum
Simulium equinum es una especie de insecto del género Simulium, familia Simuliidae, orden Diptera.
Fue descrita científicamente por Linnaeus, 1758.